# اپرویژ
اپرویژ برادر مسمغان ری بود که در سال ۱۴۱ با برادرش و لشکریان، مغلوب عرب‌های مسلمان شدند. دو دختر مسمغان به‌رسم ارمغان به بغداد نزد خلیفه فرستاده شدند.